# Just Deal
Just Deal é uma dramédia exibida pela NBC entre 2000 e 2002, como parte do bloco de programação TNBC, voltado para o público jovem. O seriado se tornou notório por ter sido a primeira comédia do bloco que adotava o modelo de "câmera única", bem como, não possuía as tradicionais risadas das sitcoms tradicionais. Logo depois, um outro programa no mesmo modelo foi introduzido na grade de programação, Sk8, mas nenhum dos dois programas durou muito, pois em 2002, todo o bloco foi cancelado, em favor da programação do Discovery Kids.

## Premissa
O seriado é centrado em Dylan Roberts, um adolescente comum cujo irmão mais velho, Mike, é a estrela do time de futebol americano do colegial. O melhor amigo de Dylan é Jermaine Greene, um menino muito educado e culto, que sonha cursar Harvard em algum dia. Eles passavam horas e horas juntos, até que Ashley Gordon chegou na cidade, e conseguiu chamar a atenção de Dylan, que acabou por deixar seu antigo amigo de lado, porém, logo os problemas foram resolvidos, e todos juntos, passaram a formar um grande grupo de amigos.

## Elenco
Elenco regular
- Brian T. Skala como Dylan Roberts
- Erika Thormahlen como Ashley "Ash" Gordon
- Shedrack Anderson III como Jermaine Greene
- John L. Adams como Sr. Pena

Participações especiais
- Will Sanderson como Mike Roberts Jr.
- Eileen Pedde como Coleen Roberts
- Eric Keeleyside como Mike Roberts Sr.
- Alison Matthews como Emily Gordon
- Fiona Scott como Naomi Esterbrook
- Kandyse McClure como Kim
- Jewel Staite como Laurel
- Michael P. Northey como Benny
- Parker Jay como Vijal
- Antonio Cupo como Josh

## Episódios
No total, Just Deal teve 3 temporadas de 13 episódios cada, assim como acontecia com a maioria das séries do TNBC.

## Prêmios
| Ano  | Premiação                | Categoria                                 | Indicado(s)                                   | Resultado |
| ---- | ------------------------ | ----------------------------------------- | --------------------------------------------- | --------- |
| 2002 | Writers Guild of America | Melhor roteiro para série infanto-juvenil | Julie Nathanson, pelo episódio Have Your Cake | Indicado  |